# Northrop YF-17 Cobra

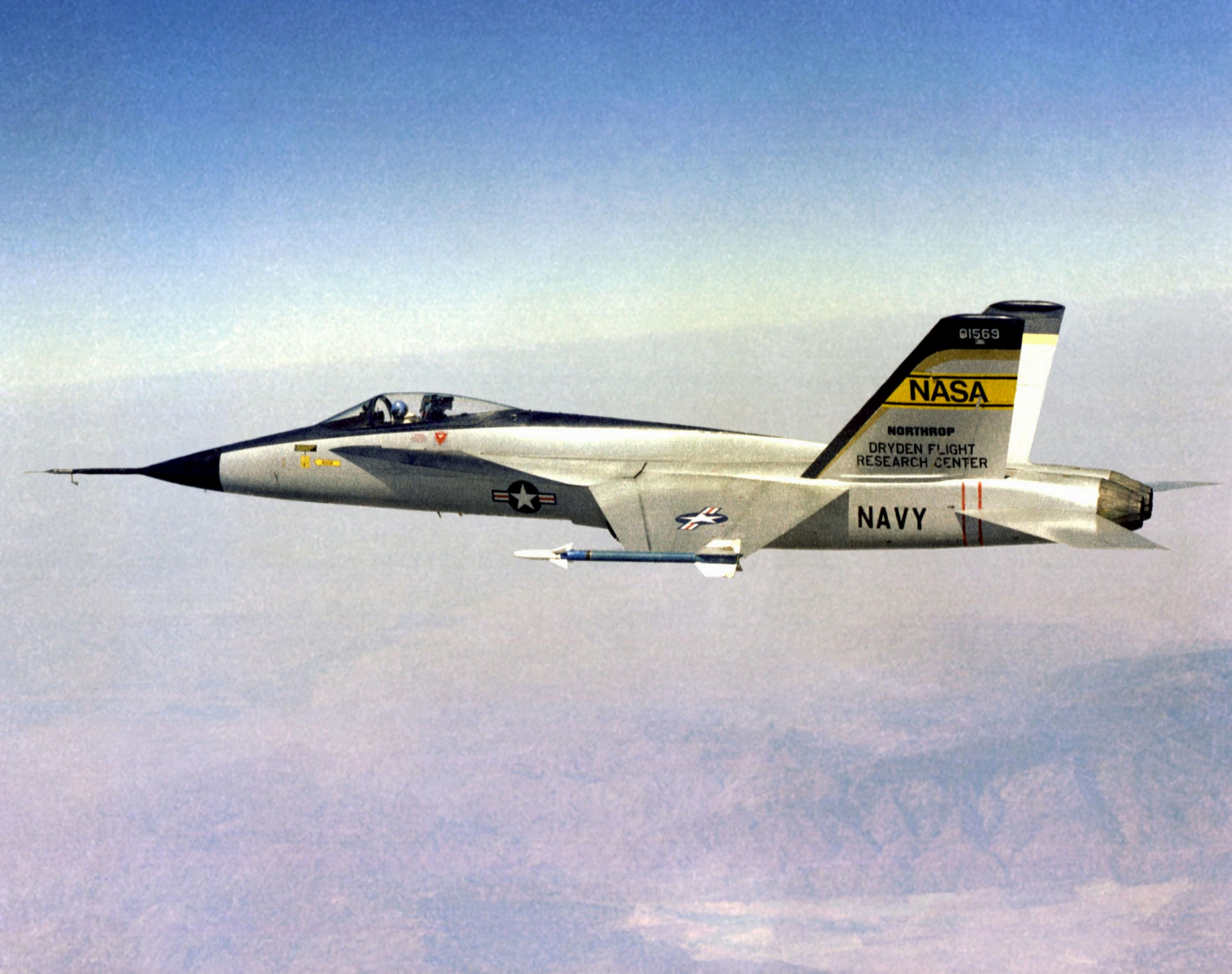

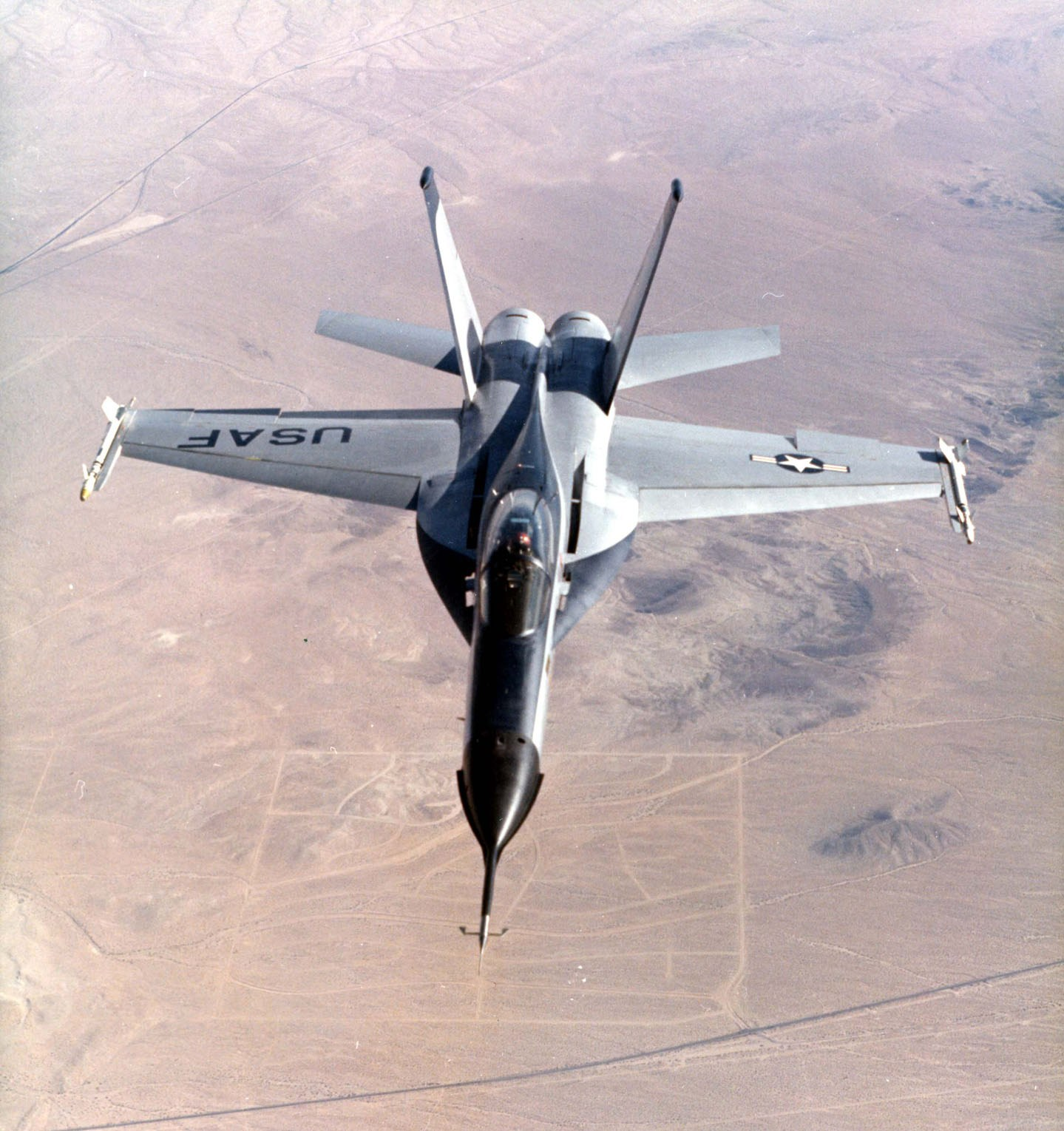

Northrop YF-17 Cobra — американський багатоцільовий винищувач виробництва компанії Northrop. Був створений на противагу F-15 Eagle. Перший політ відбувся 9 червня 1974 року.
Незабаром програма YF-17 була скасована, оскільки на озброєння був прийнятий модифікований і збільшений в розмірах F/A-18 Hornet. ВМФ США прийняли новий винищувач, який замінив коштовні F-14 Tomcat, а також F-4 Phantom II, A-7 Corsair II.